# مؤسسة شويرن
50°18′31.2″N 7°47′25.4″E / 50.308667°N 7.790389°E
مؤسسة شويرن (بالألمانية: Stiftung Scheuern) هي مؤسسة شماسية للمعاقين. تهتم بالأشخاص ذوي الإعاقات الذهنية، وتلف الدماغ المكتسب، والأمراض العقلية. تدعم مؤسسة شويرن هذه المجموعات من الأشخاص بمجموعة واسعة من الخدمات، بدءًا من أشكال السكن الفردية والتعليم والتدريب إلى الوظائف في ورش العمل المحمية وفي الشركات المحلية. كما يركز أيضًا على الدعم العلاجي للأشخاص ذوي الإعاقة، والأنشطة النهارية والترفيهية، ورعاية الضيوف كجزء من الرعاية الوقائية، وأكثر من ذلك بكثير.
مؤسسة شويرن، وهي منظمة خيرية تعمل وفقًا للقانون المدني، يقع مقرها الرئيسي في منطقة شويرن في ناسو. إلى جانب العديد من المباني المدرجة الموجودة هناك، تدير المؤسسة العديد من المنازل الأخرى في منطقة راين-لان-ويستروالد. يعمل لديها ما يقرب من 1200 موظف وهي عضو في كل من دياكوني هيسن و الرابطة الاتحادية المساعدة الإنجيليةe (BeB) (الرابطة الفيدرالية لمساعدة المعاقين البروتستانتية).

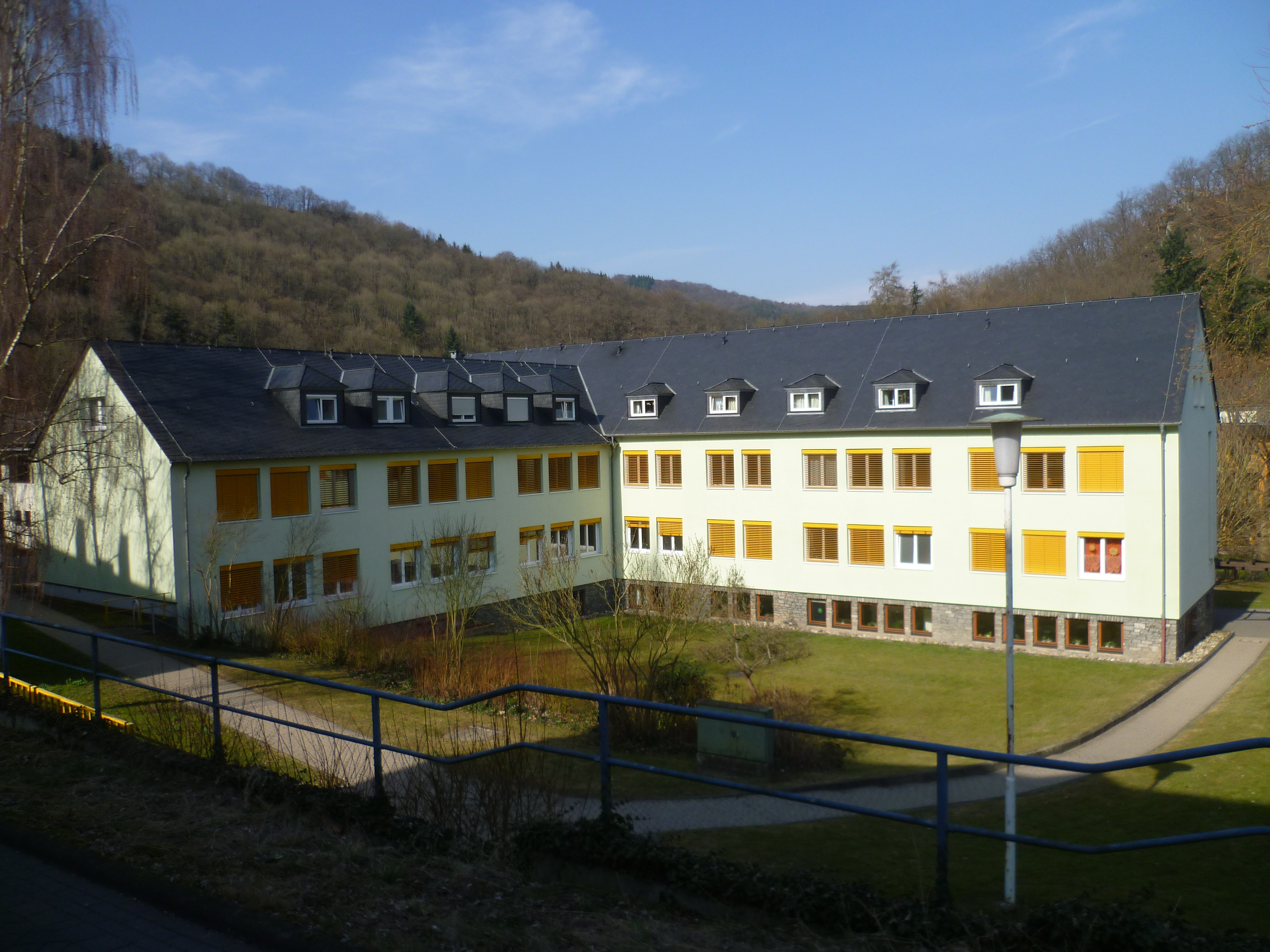
فيتشيرنهاوس التابع لمؤسسة شويرن

تتمتع مؤسسة شويرن بتاريخ طويل وحافل بالأحداث يعود تاريخه إلى تأسيسها في عام 1850، حيث أن بعض مبانيها أقدم بكثير. خلال الحقبة الاشتراكية الوطنية، كانت مؤسسة شيورن المؤسسة الوحيدة المرتبطة بالمهمة الداخلية التي تعمل كمؤسسة وسيطة لمركز القتل النازي هادامار، الأمر الذي شكل سابقة باستيلائها عليه. بالنسبة لأكثر من 1500 شخص، كانت مؤسسة شيورن هي المحطة الأخيرة قبل أن يتم اغتيالهم. خلال هذه الفترة، توفي 153 شخصًا داخل مرافق مؤسسة شيورن. وشهدت فترة ما بعد الحرب العالمية الثانية وحتى ثمانينيات القرن العشرين تعديلاً في النظرة إلى الأفراد ذوي الإعاقة في المجتمع. ولم تكن هناك مواجهة واعية مع الماضي الاشتراكي الوطني حتى منتصف تسعينيات القرن العشرين. لقد كانت هناك تغييرات هيكلية مستمرة حتى عام 2020 وما بعده.

## الموقع والوصف

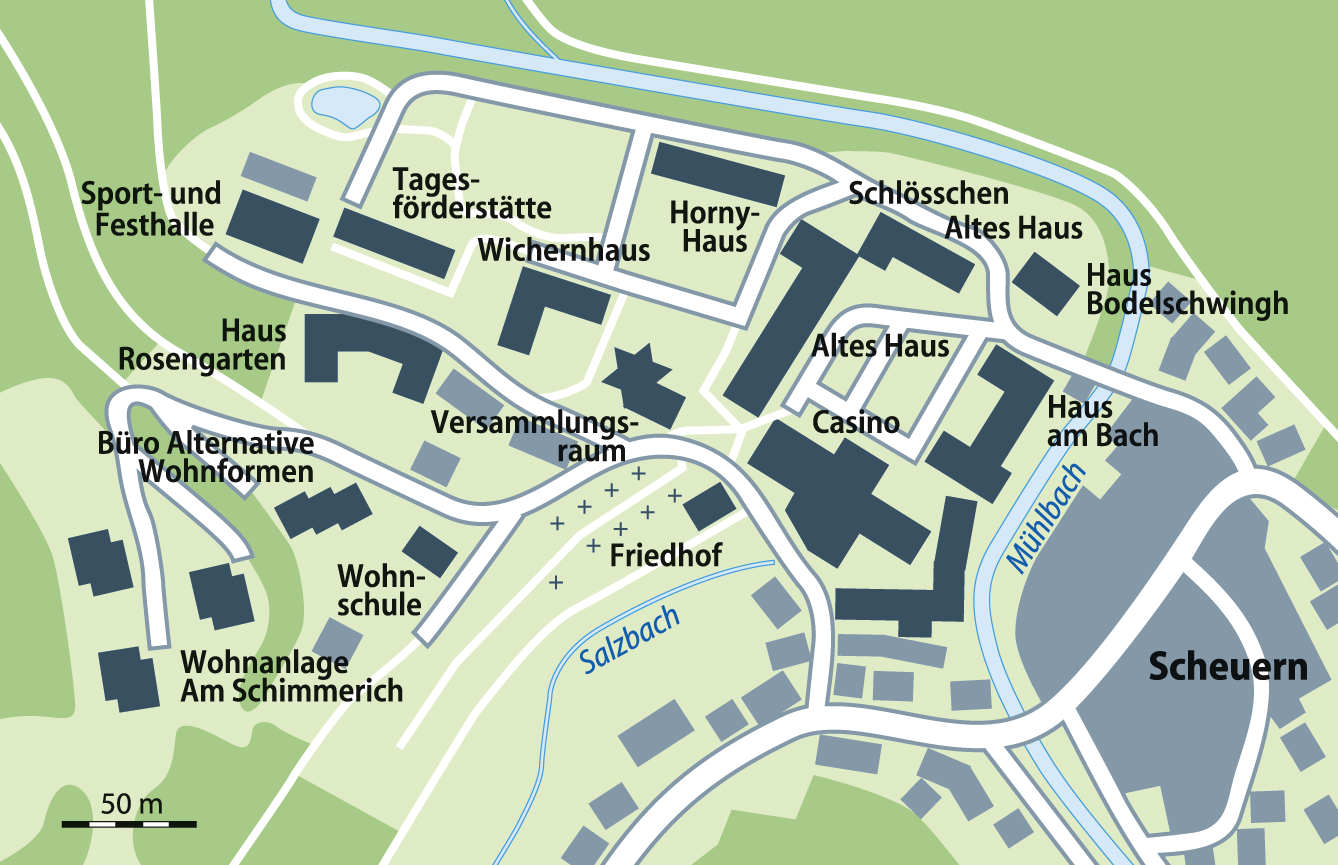
نظرة عامة على المرافق المركزية لمؤسسة شويرن

يقع المجمع الرئيسي لمؤسسة شويرن في منطقة شويرن، المجاورة لمدينة ناسو في وادي مولباخ، والتي تضم الغابات المحيطة وقلعة ناسو. بسبب حجمها، تهيمن المنشأة على المشهد الحضري لمدينة شويرن. يحد أراضي المنشأة من الشمال والشرق نهر مولباخ، والذي يمكن الوصول إليه عبر جسر. تمتد أراضي المؤسسة من الوادي في المنطقة الشمالية الشرقية إلى سلسلة من التلال في الغرب، في حين يحد شارع فريدهوف وشارع أم شيمريش المحيط الجنوبي للأراضي.
يشتمل الجزء المركزي من المجمع على العديد من المباني التاريخية، مثل البيت بجانب النهر، وبيت بودلشفينغ، والبيت الأبيض، والقلعة، والبيت القديم، والكازينو (مع مطبخ مركزي). تعتبر كل هذه الهياكل مباني مدرجة في القائمة.

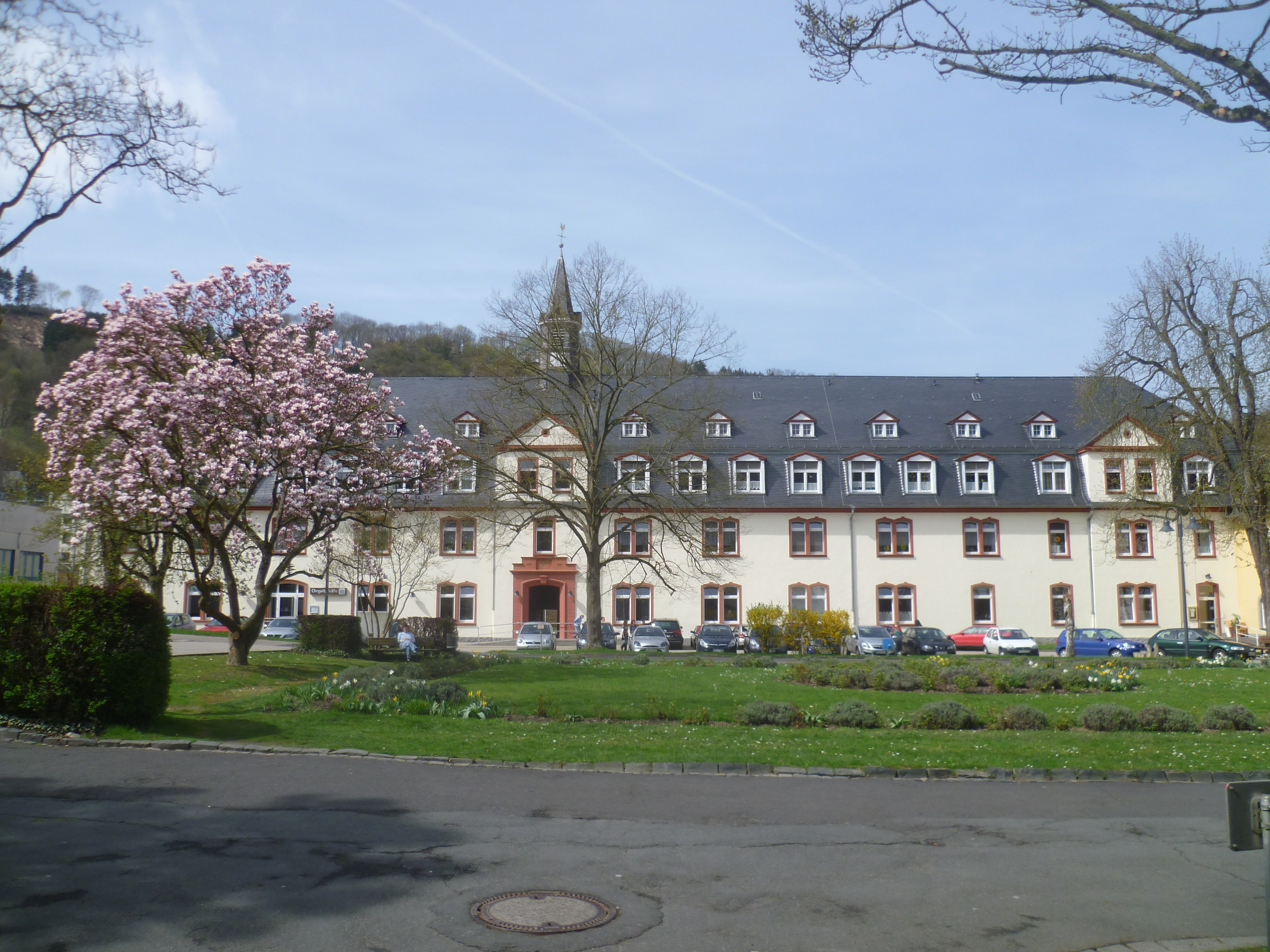
يعد البيت القديم المبنى الأساسي المهيمن للمجمع

إلى جانب المنطقة المركزية، تمتلك مؤسسة شويرن العديد من المكونات الحيوية. داخل ناسو، تمتلك المؤسسة سكن لانبيرج، مع ستة منازل في المجموع، إلى جانب منزل نويزباخفيغ، ومبنى سكني في شارع جيرهارت هاوبتمان في منطقة وسط المدينة، ومتجر تكنولوجيا الأحذية التقويمية، وورشة عمل للأفراد ذوي الإعاقة في موهلباختال. بالإضافة إلى ذلك، تمتلك المؤسسة ورشة عمل محمية أخرى في سينغهوفن. يعمل منزل إلمار كابي في باد إمس كمرفق سكني للأفراد الذين يعانون من تلف دماغي مكتسب وإعاقات ذهنية، ومركز استشاري لأولئك الذين يعانون من أمراض عقلية، وخدمة التكامل المهني، ومركز تجميع وخدمة مع متجر طباعة، ومتجر عالمي. في ناشتيتن، يوجد منزلين للأشخاص ذوي الإعاقة ومتجر عالمي. في لورينبورغ، تمتلك المؤسسة دارًا سكنية ومركزًا للدعم النهاري. في هيلشايد، تدير المؤسسة سوق CAP الذي يوفر فرص عمل تخضع لمساهمات الضمان الاجتماعي لستة أشخاص من ذوي الإعاقات المختلفة، من بين آخرين. هناك أيضًا هوفجوت ماوخ في ميسلبيرج، وهي مزرعة فاكهة تدمج الزراعة الخاضعة للرقابة.

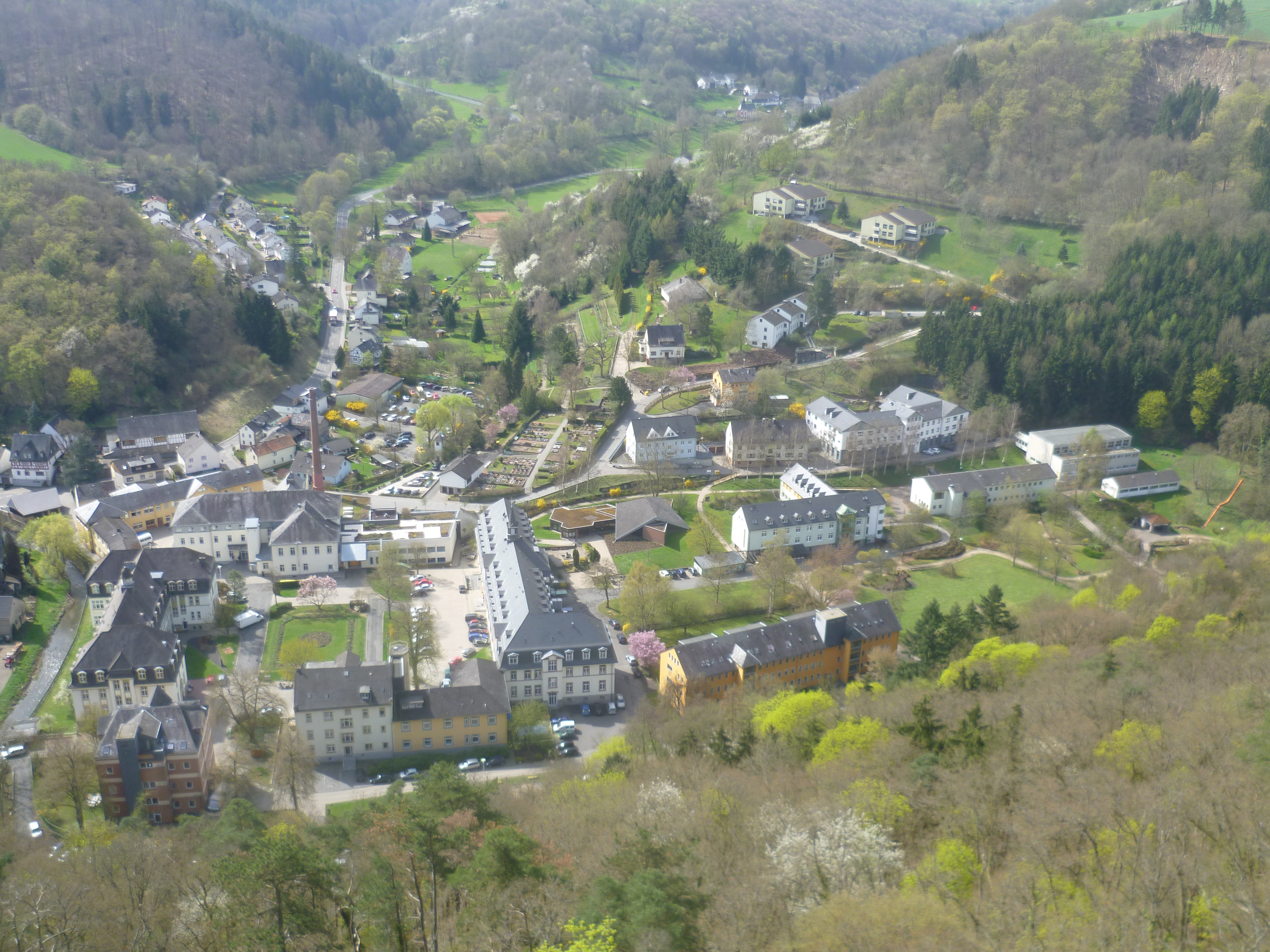
يمكنك الحصول على نظرة عامة من خلال النظر إلى قلعة ناسو إلى الشمال

مؤسسة شويرن هي مؤسسة مخصصة للأشخاص ذوي الإعاقة. ويقدم المساعدة والدعم والتشجيع بناءً على الاحتياجات الفردية. يتم استخدام إجراءات تصميم الرعاية للأشخاص ذوي الإعاقة (تصميم الرعاية للأشخاص ذوي الإعاقة) (GBM) لضمان الجودة.
وهي ملتزمة بتمكين الأفراد ذوي الإعاقة من المشاركة بنشاط في الأنشطة المجتمعية وعيش حياة يقررونها بأنفسهم. باعتبارها عضوًا في العمل الشماسي في هيسن وناساو الخامس، والجمعية الفيدرالية لمساعدة ذوي الإعاقة البروتستانتية، والجمعية الفيدرالية للمؤسسات، تقدم مؤسسة شويرن 650 مكانًا سكنيًا متخصصًا. ويتم استكمال هذه الخدمات بخدمات المرضى الخارجيين مثل المعيشة المدعومة. توفر مطحنة لانجاور، وهي ورشة عمل للأشخاص ذوي الإعاقة، ما يقرب من 180 فرصة عمل وتدريب. يتم دعم الأشخاص غير القادرين على العمل في ورشة العمل بسبب طبيعة وشدة إعاقتهم في مركز الدعم النهاري.
تم الاعتراف رسميًا بـ ورشة عمل للأشخاص ذوي الإعاقة (WfbM) داخل مؤسسة شويرن من قبل الدولة منذ عام 1977 وتعمل ككيان مستقل اقتصاديًا داخل المؤسسة.
ويتمكن حوالي 430 فردًا من العثور على عمل مناسب لهم في مواقع مختلفة في هذه الورش كجزء من اندماجهم في القوى العاملة. يقيم بعض الموظفين في المرافق السكنية التابعة للمؤسسة، بينما يتنقل آخرون للعمل. 

## تاريخ

### تأسست كمركز إنقاذ للأولاد المشردين

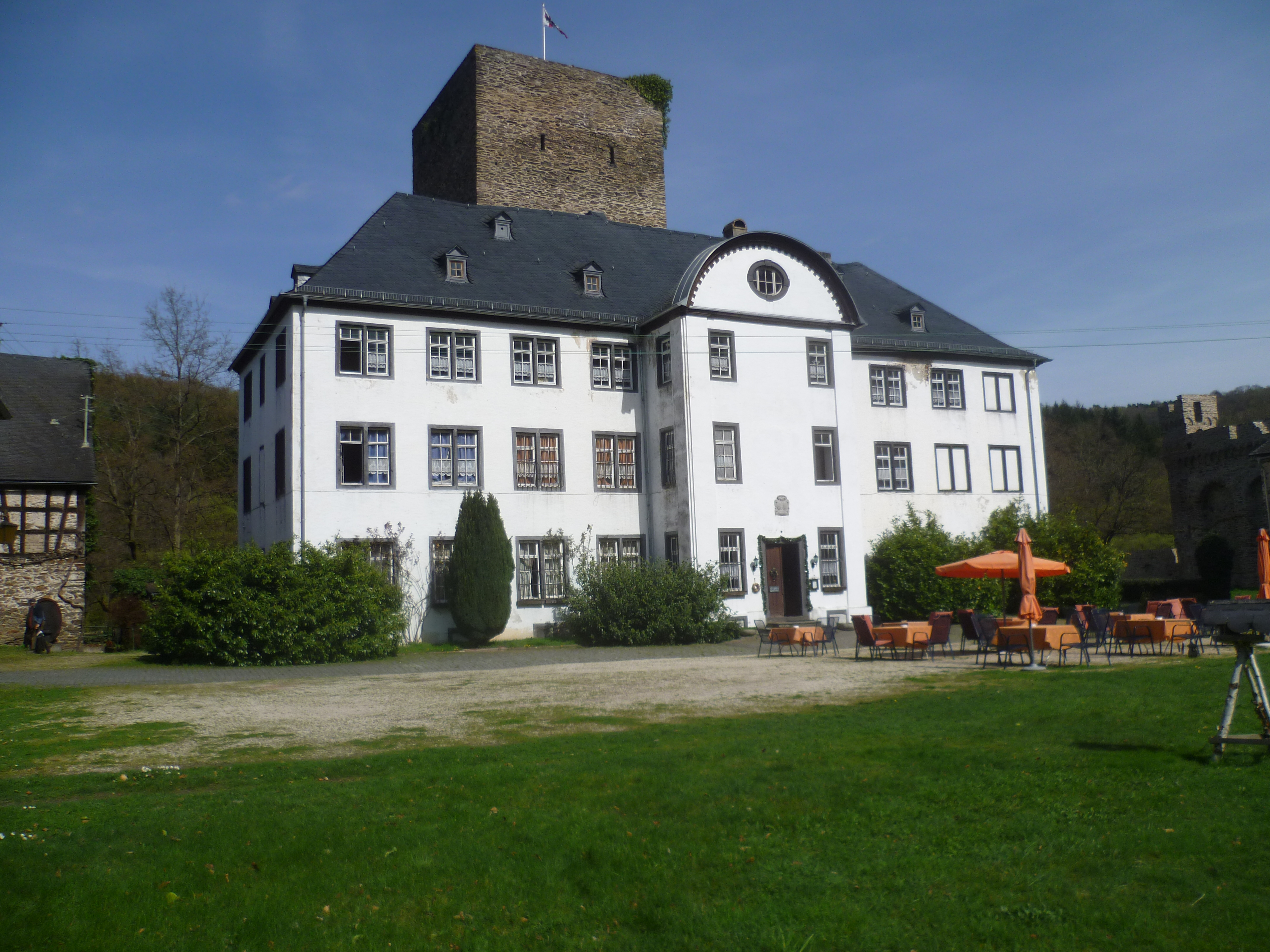
قلعة لانغناو، التي كانت بمثابة مركز إنقاذ من عام 1851 إلى عام 1855، كما تبدو اليوم

تميز منتصف القرن التاسع عشر بالاضطرابات الاجتماعية المرتبطة بالتصنيع. وانهارت العلاقات الأسرية التقليدية وتفككت المجتمعات القروية التقليدية. وقد أدى هذا الانهيار إلى ترك العديد من الأطفال والشباب يواجهون الفقر والتشرد. ردًا على ذلك، أنشأت العديد من المدن مراكز إنقاذ، مما يوفر لهؤلاء الأولاد المهملين مكانًا ليطلقوا عليه اسم الوطن ويرشدهم نحو أن يصبحوا مواطنين مسؤولين.
وكان القس البروتستانتي بورشاردي، والمعلم ريتشارد، والكونتيسة هنرييت فون جيتش، ابنة البارون الإمبراطوري فوم أوند زوم شتاين والمؤيدة لخطة بورشاردي لإنشاء مركز إنقاذ، فعالين في تأسيسه بعد عامين من انعقاد مؤتمر كنيسة فيتنبرغ الأول في عام 1848. لقد أثبت مؤتمر الكنيسة هذا أنه كان محوريًا في تاريخ منازل شيورن. كانت محاضرة يوهان هينريش فيتشرن التي روجت لتأسيس دور الإنقاذ بمثابة عامل أساسي في إلهام بورشاردي لتنظيم دار مماثلة في ناسو. وقد أدت هذه المحاضرة أيضًا إلى إنشاء اللجنة المركزية للبعثة الداخلية في عام 1848 - وهي منظمة شاملة للعديد من المبادرات المماثلة.

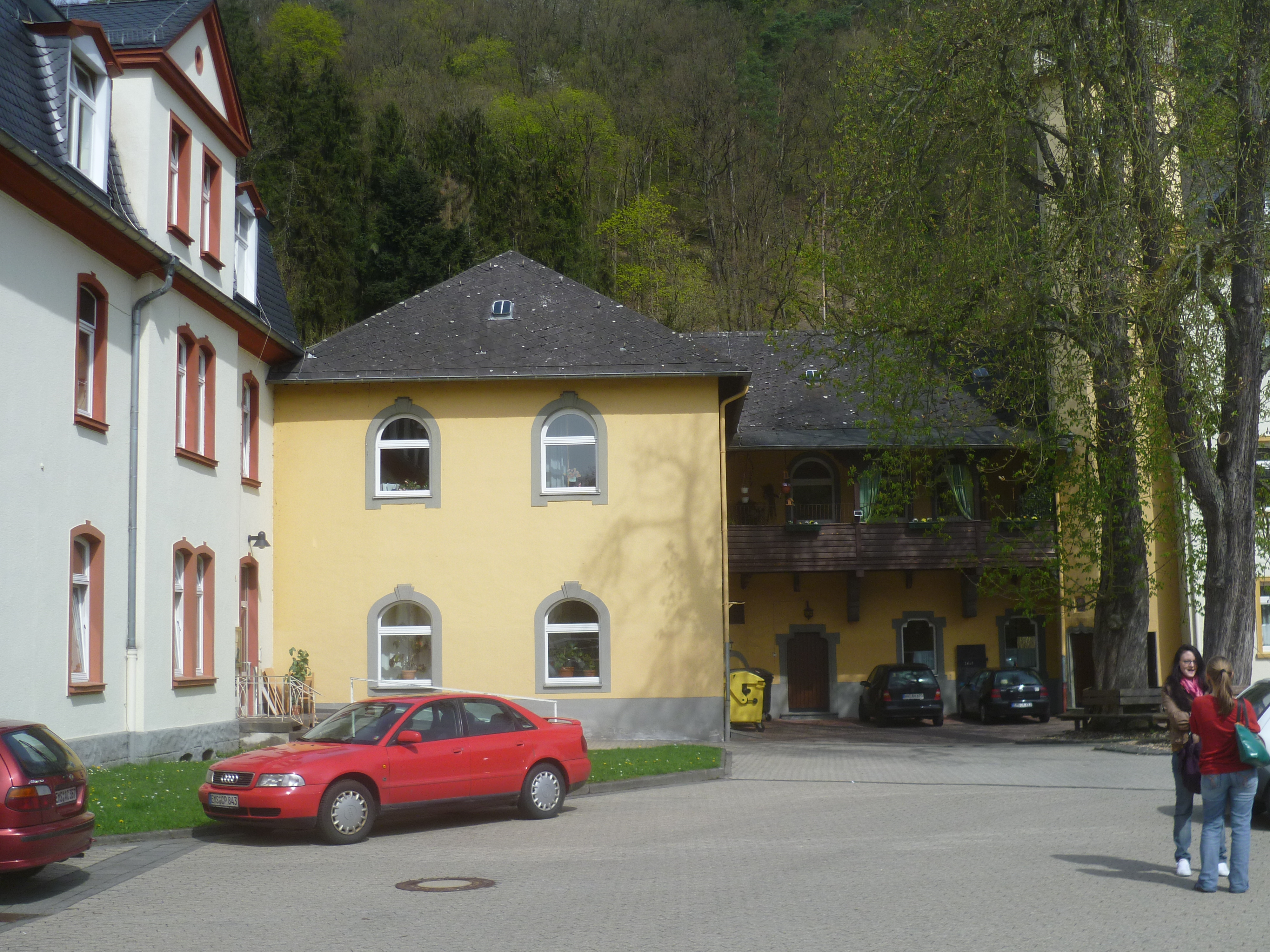
كانت القلعة الصغيرة (Schlösschen) هي المبنى الأصلي لمؤسسة شويرن اليوم

ولتأسيس وتشغيل مركز الإنقاذ، تم تشكيل جمعية مخصصة لجمع التبرعات. عرض المعلم إتش. ريتشارد، صديق بورشاردي، مدرسته في هومبيرج لاستخدامها كسكن، حيث تم إيواء الصبي الأول في 18 أكتوبر 1850.

وفي العام التالي، سهلت الكونتيسة فون جيتش نقل مركز الإنقاذ إلى قلعة لانغناو بين أوبيرنهوف وناساو. أشرف إدوارد زايس على أعمال البناء اللازمة.
| إشغال منازل شويرن            | إشغال منازل شويرن | إشغال منازل شويرن | إشغال منازل شويرن | إشغال منازل شويرن |
| ---------------------------- | ----------------- | ----------------- | ----------------- | ----------------- |
| Year                         | Year              |                   | Occupants         | Occupants         |
| 1850                         | 1850              |                   | 1                 | 1                 |
| 1855                         | 1855              |                   | 20                | 20                |
| 1875                         | 1875              |                   | 52                | 52                |
| 1880                         | 1880              |                   | 115               | 115               |
| 1886                         | 1886              |                   | 200               | 200               |
| 1895                         | 1895              |                   | 274               | 274               |
| 1910                         | 1910              |                   | 323               | 323               |
| 1930                         | 1930              |                   | 602               | 602               |
| 1931                         | 1931              |                   | 719               | 719               |
| 1937                         | 1937              |                   | 778               | 778               |
| 1945                         | 1945              |                   | 350               | 350               |
| 1965                         | 1965              |                   | 854               | 854               |
| 1970                         | 1970              |                   | 873               | 873               |
| 1975                         | 1975              |                   | 657               | 657               |
| 1980                         | 1980              |                   | 642               | 642               |
| 1985                         | 1985              |                   | 634               | 634               |
| مصادر: منازل شويرن 1963-1987 |                   |                   |                   |                   |

بحلول عام 1865، كان مركز الإنقاذ يضم عشرين صبيًا، ولكن في العام نفسه، توفيت الكونتيسة فون جيتش. وفي الوقت نفسه، نجحت الجمعية في الاستحواذ على القلعة الصغيرة في شيورن بالإضافة إلى طاحونة وبعض الأراضي. كان للقلعة الصغيرة، وهي الهيكل المركزي لمنازل شيورن، أصولها في قلعة صغيرة محاطة بخندق تم بناؤها في عام 1596 كمسكن أرملة للكونتيسة ماريا فون ناسو-إيدشتاين. سكنت هذه القلعة منذ عام 1607 فصاعدًا. وقد تكبدت الجمعية ديونًا كبيرة بسبب هذه الاستحواذات، مما أعاق عملها. وللحصول على المساعدة، اتصل مجلس إدارة الجمعية بيوهان هينريش فيتشرن الذي أرسل موريتز ديسيديريوس هورني، أحد أكثر موظفيه خبرة، إلى شويرن.

### من مركز إنقاذ إلى منشأة للأفراد ذوي الإعاقات الذهنية
منذ عام 1863 فصاعدًا، تولى هورني دور القيادة في المنزل. كان هناك إدراك بأن العديد من مراكز الإنقاذ قد نشأت في المنطقة الإدارية فيسبادن، مما أدى إلى زيادة العرض. وقد أدى هذا إلى تحول في تركيز المؤسسة، مع الاعتراف بنقص المؤسسات المخصصة للأفراد ذوي الإعاقات العقلية.
لقد تميز النصف الأخير من القرن التاسع عشر بتغيرات اجتماعية كبيرة. بين عامي 1871 و1910، شهد عدد سكان فرانكفورت وفيسبادن وأوفنباخ نموًا كبيرًا: فرانكفورت بنسبة 355%، وفيسبادن بنسبة 207%، وأوفنباخ بنسبة 148%، ويرجع ذلك أساسًا إلى الهجرة الريفية. بالنسبة لأسر الطبقة العاملة، التي عاش معظمها على مستوى الكفاف، كان وضع أحد أفراد الأسرة المعاقين في مؤسسة بمثابة راحة كبيرة، خاصة وأن حاكم الولاية دفع تكاليف الإيداع بعد تعديل قانون الإسكان الداعم في عام 1892.

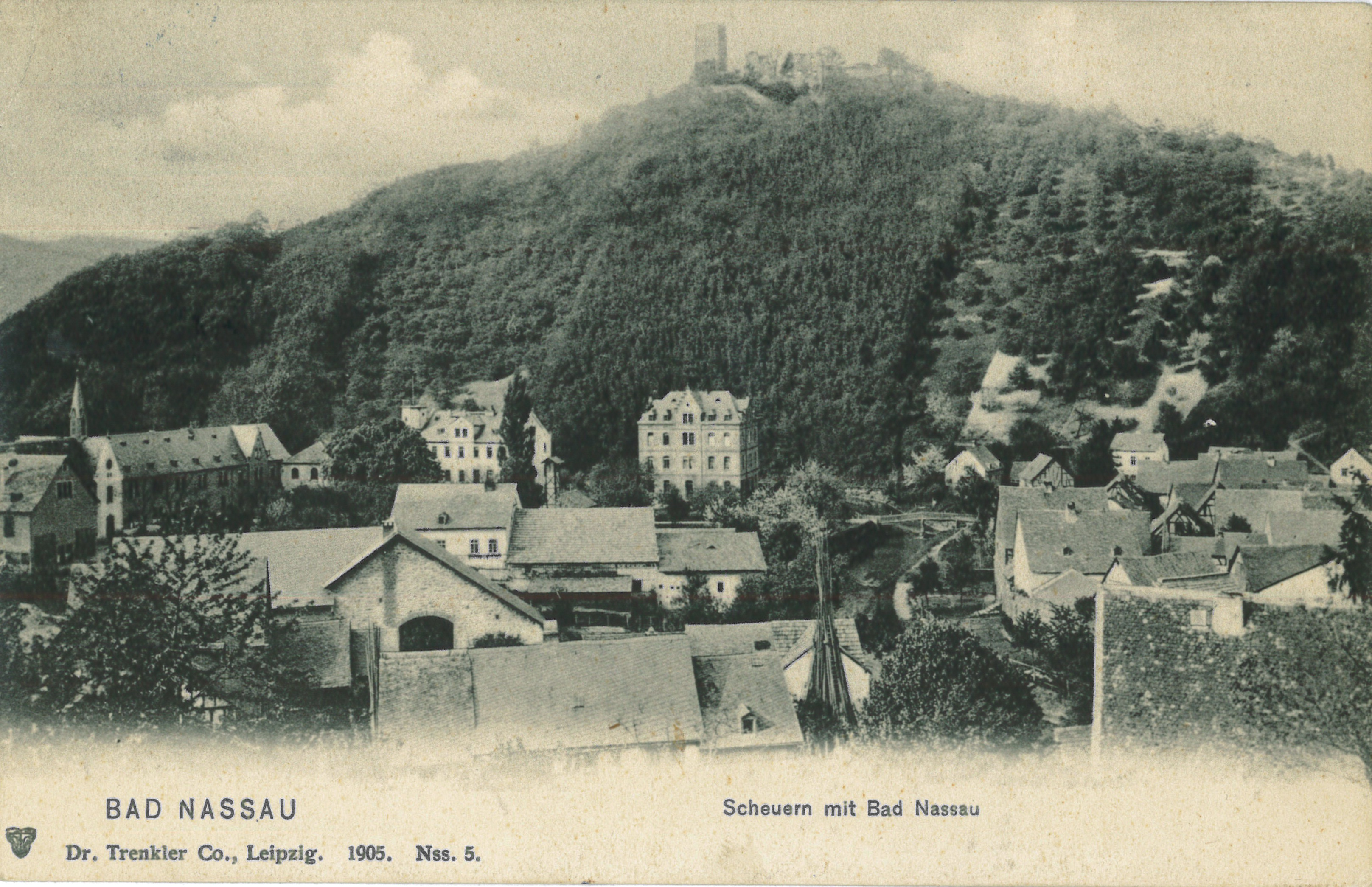
في الصورة التي التقطت عام 1905، يمكن رؤية منازل شويرن في الجزء الأيسر من الصورة. ومن الواضح أن بعض أجزاء النظام لم يتم بناؤها بعد. قلعة ناسو على الجبل.

ابتداءً من عام ١٨٦٩، كانت المهام هي تعليم وعلاج "الأفراد المؤهلين تعليميًا من ذوي الإعاقات الذهنية" ورعاية ودعم "الأفراد غير المؤهلين تعليميًا من ذوي الإعاقات الذهنية". نصّت قوانين عام ١٨٧٢ صراحةً على أن دور شويرن مؤسسة بروتستانتية، وبالتالي كان على جميع الموظفين اعتناق طائفتهم البروتستانتية. ومع ذلك، تم قبول التلاميذ من الطوائف الأخرى أيضًا وتلقوا تعليمًا دينيًا خاصًا بمعتقداتهم.

### تخفيف الديون والتوسع
حقق هورني إنجازًا بارزًا من خلال القضاء على ديون المؤسسة، وتوظيف طبيب مستشفى في عام 1878، والإشراف على توسعها المستمر. على مدى فترة ستة عشر عامًا بين عامي 1870 و1886، تلقت منازل شويرن 1225 طلب قبول، تم رفض 807 منها بسبب قيود المساحة والموظفين. لتلبية الطلب المتزايد، تم شراء عقارات إضافية: بيت الأولاد (الآن البيت القديم) في عام 1875 ومطحنة لانجاور في عام 1888. علاوة على ذلك، بدأت إنشاءات جديدة، مثل بيت البنات (الآن البيت الأبيض) في عام 1886 والبيت الأحمر (الآن هاوس بودلشفينغ) في عام 1895.
خلال هذه الفترة، أنشأت المؤسسة مساحات عمل وورش عمل مخصصة للأغراض التعليمية والتجارية. وتضمنت هذه المساحات العديد من المهن، بما في ذلك النجارة، وصناعة السلال، والخياطة، ونسج القش، والمخبز. كما لعبت تربية الماشية والزراعة أيضًا دورًا أساسيًا في الأساس الاقتصادي لمنازل شويرن.
أدى قانون الإسكان الداعم لعام 1892 إلى إحداث تغيير في المؤسسات مثل منازل شيورن. ومع تحمل المحافظ الإقليمي تكاليف إيواء أفراد الأسرة من ذوي الإعاقة، تعززت القاعدة الاقتصادية لهذه الدور، مما جعلها أقل اعتمادًا على التبرعات.
أصبحت المدارس خاضعة لسيطرة الدولة بشكل متزايد في بداية القرن العشرين. في عام 1902، أصدرت الحكومة قرارًا بتطوير المناهج الدراسية لأول مرة. تم استخدام اسم مؤسسة شويرن منذ عام 1905 فصاعدًا.

### الحرب العالمية الأولى والسنوات التي تلتها
لقد فرضت سنوات الحرب العالمية الأولى، من عام 1914 إلى عام 1918، تحديات كبيرة حيث انخفضت الإعانات العامة بينما ارتفعت أسعار المواد الغذائية بشكل حاد. ورغم الحصول على القروض، كان بقاء المؤسسة مهددا، وانتشر سوء التغذية بين السكان، مما أدى إلى زيادة كبيرة في معدلات الوفيات.
منذ عام 1919، تم تسمية المؤسسة باسم دار شويرن التعليمية والتمريضية للمرضى العقليين (Erziehungs- und Pflegeanstalt für Geistesschwache Scheuern). انخفض معدل الإشغال في المنازل بشكل حاد أثناء الحرب، مما دفع إلى إنشاء دار ترفيه للأطفال لمدينة أوفنباخ في مطحنة لانجاور في عام 1920. في عام 1927، تم نقل هذا المنزل الترفيهي إلى لانبيرج. توفي المدير كارل تودت في 29 أكتوبر 1920، وتولى ابنه كارل تودت الابن إدارة الشركة.
تم تعيين أول معلم مدرب في مدرسة خاصة في عام 1928. في عام 1931، تم تقسيم المؤسسة إلى أربعة أقسام: دار للأطفال الذين كان من الصعب تعليمهم، ودار رعاية المسنين في لانجاو لكبار السن المعاقين، والمؤسسة التعليمية للأولاد والبنات المعاقين ذهنيًا والمصابين بالصرع مع المدارس وورش العمل، ودار المتدربين الزراعيين في مزرعة ماوخ ومنزل الترفيه في لاهنبيرج.

### منازل شويرن في ظل الاشتراكية القومية

#### إلغاء الطائفية والاستقطاب
وكجزء من المهمة الداخلية، لم يكن الوصول المباشر إلى مؤسسة شويرن متاحًا في البداية للسلطات الحكومية. وفي حين تم الاستيلاء على مرافق أخرى مثل كالمنهوف في إيدشتاين بسرعة وبقوة، فإن مؤسسات البعثة الداخلية شهدت استيلاءً أبطأ. ومع ذلك، فمن الممكن أن يكون تأثير الاشتراكية الوطنية قد بدأ يظهر بالفعل قبل الاستيلاء الفعلي على السلطة. وتم إجراء عمليات تعقيم قسرية، وتنظيم تدريبات رياضية عسكرية وعمل تطوعي، واستند العمل التعليمي على نموذج معسكر العمل، وتم تشديد العقوبات على انتهاك قواعد المؤسسة بشكل كبير.
في عام 1937، أعلن الحاكم فيلهلم تراوبل، رئيس جمعية الرعاية الإقليمية، عن سيطرته على جميع المؤسسات التي توفر أماكن إقامة للأشخاص على حساب سلطته. وعندما قاومت مؤسسة شويرن، هدد المحافظ بسحب القرض ونقل جميع السكان الذين دفع تكاليف إقامتهم. من المرجح أن يؤدي هذا الإجراء إلى انهيار اقتصادي لمؤسسة شويرن. تم اعتماد قوانين جديدة بمبدأ الفوهرر، وتم إلغاء مجلس الإدارة واستبداله بمدير واحد، وهو مسؤول الرعاية الاجتماعية و هوبتستثرمفهرر فريتز بيرنوتات. واحتفظ كارل تودت بمنصبه رئيسًا للمؤسسة. وقد تميز هذا التحول في القيادة بقرار مجلس الإدارة بتجاهل توجيهات اللجنة المركزية وتعديل النظام الأساسي بشكل مستقل. برر تودت القرار بتسليط الضوء على تداعياته المالية، وإمكانية فقدان الوظائف، والأضرار المحتملة التي قد تلحق بالسكان نتيجة للاقتلاع. ومن المفترض أن تودت، الذي انضم إلى حزب العمال الوطني الاشتراكي الألماني في نفس العام، ربما كان يتوقع أن هذا التعديل من شأنه أن يمنحه المزيد من الاستقلال.
لقد شكلت منازل شويرن سابقة، مما دفع اللجنة المركزية لمؤسسات البعثة الداخلية إلى توجيه أن يتم إجراء جميع المفاوضات المستقبلية مع السلطات من قبل اللجنة نفسها. لقد منع هذا الإجراء عمليات استحواذ مماثلة في مؤسسات هيفاتا في تريزا ونيدر رامستادت، على الرغم من الخسائر الاقتصادية الكبيرة الناجمة عن انسحاب المرضى المقيمين في مستشفيات الدولة.

#### التعقيم القسري
حتى قبل أن يستولي النازيون على السلطة وينفذوا قانون منع إنجاب أطفال مصابين بأمراض وراثية (GzVeN)، كان الأطباء في المؤسسات الدينية قد طالبوا بالفعل بإصدار تشريع يسمح بتعقيم أفراد معينين من ذوي الإعاقة. وشمل ذلك طبيب اللجوء أنثيس والمدير تودت. 
كم نحن سعداء، نحن الذين عملنا لمدة 83 عامًا على رعاية الأطفال ضعاف النفوس والمصابين بالصرع، وفقًا لوصية مخلصنا، بتدابير الرعاية العرقية التي اتخذها قائدنا، والتي تهدف إلى محاربة الشرور من جذورها. ولذلك نرحب بقانون التعقيم، أي العقم للوقاية من الأمراض الوراثية، والذي سُمح لنا بالمساهمة في بناء أسسه بخبرتنا. حتى لو كان نجاح هذه التدابير لن يؤثر إلا على الأجيال القادمة، فإننا نشكر الفوهرر من أعماق معرفتنا على أنه يزرع بذور الأمل بقوانينه، والتي يمكن أن ينمو منها شعب ألماني سليم وعظيم. سيبارك الله هذه الوصية لأنها مبنية على حب جيراننا!— كارل تود: التقرير السنوي الثاني والثمانون من 17 سبتمبر 1933 لمنازل شويرن
ابتداءً من عام 1934، قبل الاستيلاء الفعلي من قبل الإدارة الاشتراكية الوطنية، تم تنفيذ عمليات التعقيم القسري في منازل شيورن. تشير السجلات إلى أن ما لا يقل عن 110 من السكان عانوا من التعقيم القسري بين عامي 1934 و1938. إن مدى عمليات التعقيم القسري في السنوات اللاحقة غير واضح بسبب غياب السجلات. ويُفترض أن عدد عمليات التعقيم هذه قد انخفض بشكل كبير، وأن الممارسة التي كانت راسخة بالفعل ربما لم تكن تستحق التسجيل. كانت ثلاثة مستشفيات مسؤولة بشكل أساسي عن عمليات التعقيم: مؤسسة هنريتن تيريزين في ناسو، ودار الشماسة في باد إيمز، والمصحة الحكومية في هيربورن.

#### الحرب العالمية الثانية
خلال الحرب العالمية الثانية، تأثرت الحياة في شيورن بشكل كبير. تم استخدام بعض مناطق شيورن كمستشفى عسكري للجنود الألمان الجرحى، مما أدى إلى ظروف مكتظة. بالإضافة إلى ذلك، كان المعروض الغذائي نادرًا جدًا لدرجة أن بعض الجنود تقاسموا حصصهم مع السكان من أجل تخفيف معاناتهم.
ومع استمرار الحرب، تم إرسال المزيد من السكان إلى العمل. عمل الطلاب في كوخ نيفرنر، شركة تصنيع السيارات الأخوة لوتز في باد إمس، ومصنع جين هولر للشبكات والبوابات في باد إمس، وبودروس في السرب، ودويتشه رايخسبان في نيدرلانشتاين.
تعرضت ناسو لغارات جوية كثيفة في الفترة من 1 إلى 2 فبراير و19 مارس 1945. ساعد التلاميذ في إنقاذ الجنود المفقودين الذين كانوا يقيمون في كورهاوس، وهو مستشفى عسكري في ذلك الوقت.
انتهت الحرب العالمية الثانية بالنسبة للملجأ في 27 مارس 1945، عندما تقدمت قوات الجيش الأمريكي من الجنوب عبر شيورن إلى ناسو. أطلقوا النار على أحد السجناء الذي كان يقوم بالحفر في المقبرة مما أدى إلى مقتله. كان هذا الرجل أحد أولئك الذين تمكنوا من الفرار من النقل الأولي في 18 مارس 1941، وكان موته بمثابة الوفاة الأخيرة في مؤسسة شويرن خلال العصر الاشتراكي الوطني.

#### منازل شويرن كمؤسسة وسيطة

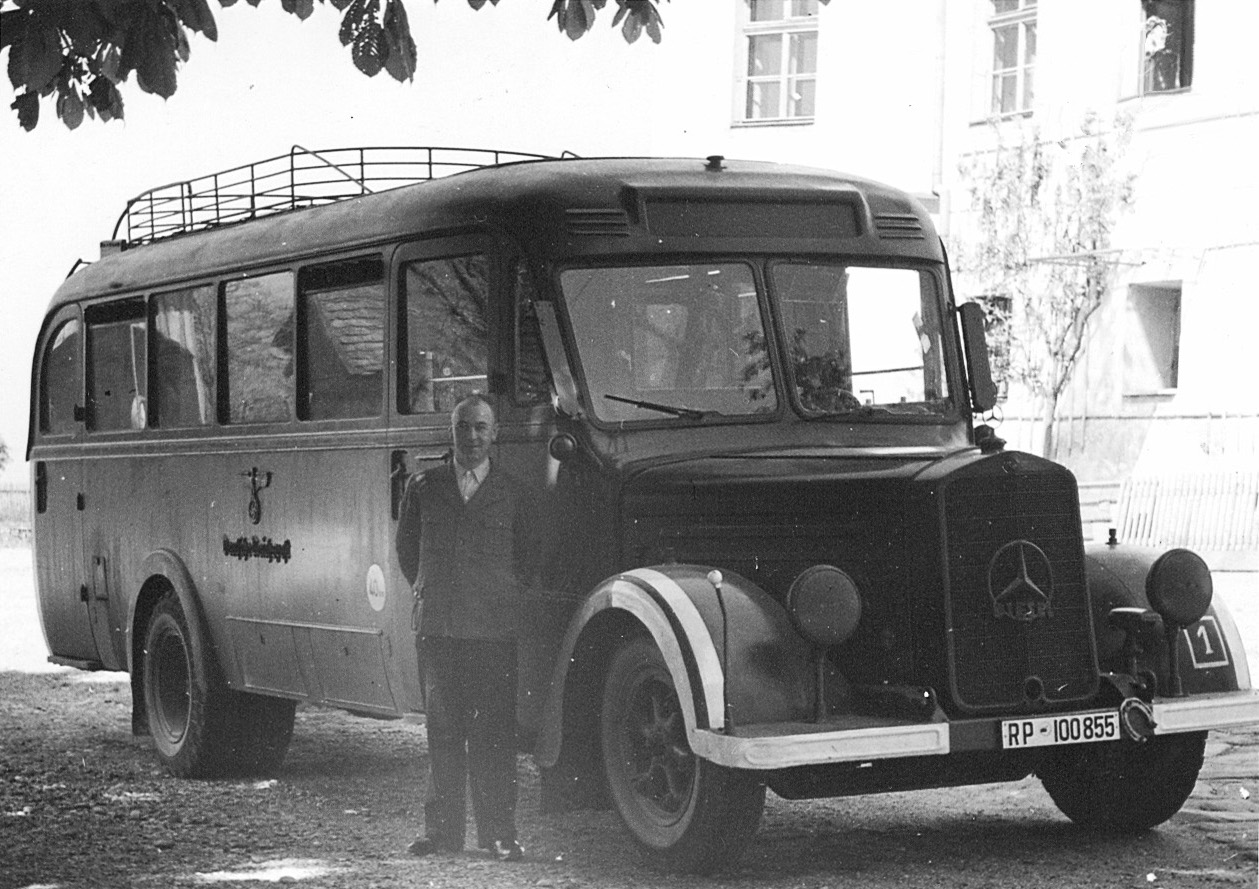
حافلة جيكرات

منذ نهاية عام 1939، تم تحويل العديد من المصحات ودور التمريض إلى مراكز قتل كجزء من أكتيون تي4. وقد تم استخدام هذه المراكز للقضاء على آكلي الطعام عديمي الفائدة من خلال أساليب مختلفة، بما في ذلك الغاز. كانت مؤسسة شويرن، إلى جانب أندرناخ، وإيشبيرج في إلتفيل أم راين، وعيادة فايلمونستر، وكالمنهوف في إدشتاين، بمثابة مؤسسات وسيطة في مركز القتل هادامار. استمرت عمليات القتل في هادامار منذ يناير 1941 فصاعدا. عملت المؤسسات الوسيطة كمخازن مؤقتة لوسائل النقل المتجهة إلى هادامار. وكان الهدف هو ضمان القتل الفوري لعدد من الضحايا يعادل فقط العدد الذي تم تسليمه. تم تسهيل عمليات النقل هذه بواسطة حافلات جيكرات وسكة حديد الرايخ.
في منتصف أربعينيات القرن العشرين، تلقت مؤسسة شويرن نماذج اختيار لتوثيق السجناء، والتي تم إرسالها فيما بعد إلى لجنة الرايخ للتسجيل العلمي للحالات الوراثية والخلقية الخطيرة. وتم اتخاذ القرارات المتعلقة بالحياة والموت هناك. في 18 مارس 1941، تم نقل المجموعة الأولى المكونة من 38 فردًا إلى مؤسسة أرنسدورف، على الرغم من أن النية الأصلية كانت نقل 50 فردًا. ومع ذلك، لم يكن متاحًا سوى 23 منها عند تجميعها. وقد تم اختيار 15 فردًا إضافيًا على أساس مخصص. وبعد وصولهم بفترة وجيزة، تم نقل 31 من هؤلاء الأشخاص إلى مركز القتل بيرنا-سونينشتاين، حيث تعرضوا للغاز. وقد تم تصوير جريمة قتلهم.
في 23 يوليو 1941، تم إرسال تسع سفن نقل إضافية، متجهة إلى هادامار. تم إرسال ما مجموعه 658 شخصًا ليتم قتلهم في هذه النقلات. في حين أن النقل إلى أرنسدورف وأول أربع عمليات نقل إلى هادامار كانت تتألف حصريًا من المقيمين المنتظمين في ملجأ شويرن، فإن عمليات النقل الخمس الأخرى كانت في الغالب عبارة عن ترحيل ما يسمى "مرضى اللجوء المتوسطين".
في 24 أغسطس 1941، أعطى أدولف هتلر تعليمات شفهية لإنهاء العملية تي-4 ووقف القتل الرحيم للبالغين في مراكز القتل الستة. وجاءت هذه التعليمات بناء على الاحتجاجات الشعبية ضد هذا الإجراء. ومع ذلك، استمرت عمليات قتل الأطفال الرحيم، كما استمرت عمليات قتل البالغين ذوي الإعاقة بشكل لامركزي في المصحات الفردية ودور رعاية المسنين.
ونتيجة لهذا التوجيه، لم تكن هناك أي عمليات نقل إلى شويرن تقريبًا في عام 1942، على الرغم من استمرار إيواء حوالي 300 مريض متوسطي الحالة هنا. بدأت عمليات النقل مرة أخرى في بداية عام 1943. وبحلول عام 1945، تم نقل 717 شخصًا إضافيًا إلى هادامار، وتوفي 651 منهم بعد وقت قصير من وصولهم إلى هناك.
تم إنشاء أقسام طب الأطفال في مؤسسات أخرى، مثل ملجأ آيشبيرج وكالمنهوف في جمعية مقاطعة هيسن-ناساو. وبدلاً من القتل بالغاز، كانت الوفيات ناجمة عن التسمم بالمخدرات والتجويع المتعمد. من عام 1943 إلى عام 1945، توفي 88 طفلاً من أصل 141 طفلاً تم نقلهم من شويرن إلى كالمنهوف هناك.
ومع ذلك، توفي 153 فردًا من سفن النقل الوسيطة أيضًا في شيورن نفسها، وتم دفن 129 منهم في المقبرة المحلية. وكان الجوع والبرد وانعدام الرعاية الطبية والرعاية المؤقتة فقط هي الأسباب وراء ارتفاع معدل الوفيات. علاوة على ذلك، تم ملاحظة التابوت القابل للطي، وهو نوع من التوابيت التي تم استخدامها بشكل متكرر بسبب تكرار الوفيات، في مؤسسة شويرن في هذا السياق.

#### مقاومة
حاول المدير تودت إنقاذ المقيمين القدامى من الترحيل عن طريق إخفائهم في المؤسسة أو وضعهم مع المزارعين الذين يحتاجون إلى عملهم خلال موسم الحصاد. كما حذر أقارب السكان من الترحيل الوشيك في عدة مناسبات لترتيب إطلاق سراحهم قبل أن يتم نقلهم بعيدا. على الرغم من أن العائلات رفضت في بعض الأحيان استقبال السجناء. وفي بعض الحالات، تم تحويل الأفراد المسجونين إلى موظفين في السجن لتجنب الترحيل. في هذه الحالات، كان مشرف النقل يحتجز في كثير من الأحيان سكانًا آخرين بغرض ترحيلهم. وفي الوقت الحاضر، يمكننا أن نفترض أن المكتب المركزي T4 منح ضمناً رؤساء المؤسسات قدراً معيناً من الحرية في هذا الصدد. لقد شجعت هذه السياسة العديد من القادة المؤسسيين على التعاون ومنعت المعارضة العلنية. ومع ذلك، تجدر الإشارة إلى أن عدد الوفيات كان أقل في شويرن، مقارنة بالمؤسسات الأخرى ذات الحجم المماثل والمخصصة كمرافق وسيطة في هادامار.

### فترة ما بعد الحرب
تم القبض على تودت وأنثيس من قبل سلطات الاحتلال الفرنسية بعد نهاية الحرب. وتلت ذلك محاكمتان، الأولى في محكمة كوبلنز الإقليمية والثانية في الاستئناف في محكمة كوبلنز الإقليمية العليا. وقد تمت تبرئة كل منهما في هذه الإجراءات. وفي الدرجة الأولى، قضت المحكمة بأن المتهمين مذنبان موضوعياً وذاتياً، ولكن أفعالهما كانت نابعة من الرغبة في تجنب ضرر أكبر. وفي الحالة الثانية، كان يُنظر إلى إخفاء الضحايا باعتباره نشاطًا تخريبيًا ضد الجرائم، في حين لم يكن هناك ما هو أكثر من ذلك ممكنًا.
بعد الحرب، تمت مناقشة التوجه المستقبلي للمؤسسة من قبل مجلس الإدارة. وكان الاختيار بين العودة إلى المبادئ البروتستانتية المسيحية أو التحول نحو العمل الخيري العام. أعادت قوانين عام 1947 التأكيد على الالتزام بالدياكوونيا والكنيسة البروتستانتية، مما أدى إلى ظهور اسم التعليم العلاجي ودار التمريض شويرن (دار رعاية وتمريض شويرن).
في عام 1956، افتتحت مدرسة فيشرن، أكبر مدرسة خاصة للأفراد ذوي الإعاقات التعلمية في راينلاند بالاتينات في ذلك الوقت، في منازل شويرن بسعة 430 شخصًا. تم افتتاح البيت القرني في عام 1959. ومع ذلك، تم إغلاق دار الترفيه للأطفال في لاهنبيرج في عام 1961.
في 21 فبراير 1962، بعد ستة أشهر من وفاة زوجته ماري، توفي كارل تودت جونيور عن عمر يناهز 75 عامًا.

### عصر فيشر
أصبح برنهارد فيشر المدير الجديد في الأول من ديسمبر عام 1963، ليحل محل فيرنر ستور. خلال الستينيات والسبعينيات من القرن العشرين، تم تنفيذ ابتكارات قانونية في جمهورية ألمانيا الاتحادية، مما أثر على ظروف المعيشة والعمل في مرافق الرعاية السكنية. وانعكست هذه الابتكارات أيضًا في منازل شويرن. وشملت هذه التطورات قانون دور رعاية المسنين، وقانون الأشخاص ذوي الإعاقة الشديدة، وقانون المساعدة الاجتماعية الفيدرالية، واللوائح الخاصة بالحد الأدنى للبناء لدور رعاية المسنين. تم تحديد معايير الحد الأدنى لنسب الموظفين وظروف المعيشة، مما يتطلب تدريب الموظفين المؤهلين في الدور. ونتيجة لذلك، تم تقديم دورة تدريبية داخلية في عام 1964، وتم استبدالها بتدريب مساعد التعليم العلاجي في عام 1967. في حين ارتفع عدد الموظفين إلى 310 بحلول عام 1973، وهو ما يقرب من ضعف عددهم في عام 1963 والذي بلغ 158، انخفض عدد السكان من 847 إلى 691 في نفس الفترة.
في عام 1966، تم انتخاب هيئة تمثيلية للموظفين لأول مرة، وفي عام 1970، تم تغيير الاسم إلى التعليم الخاص ودور التمريض شويرن (دور الرعاية السكنية ودور رعاية المسنين في شويرن). 
شهدت البنية التحتية للمؤسسة العديد من التوسعات، مما أدى إلى إنشاء مرافق سكنية جديدة. في السنوات اللاحقة، تم تأجير قلعة لورينبورغ كمنزل سكني لكبار السن، في حين تضمنت مشاريع البناء المهمة منزل بوشاردي في مزرعة ماوخ في عام 1967، ومنازل لاهنبيرج السكنية في عام 1977، ومنازل شيمريش السكنية في عام 1984.
وفي سبعينيات القرن العشرين، تغير ملف المؤسسة مرة أخرى، حيث تم إنشاء نظام وطني للمدارس الخاصة في راينلاند بالاتينات، مما أدى إلى انخفاض كبير في الطلبات المقدمة من الأطفال والشباب ذوي الإعاقات التعلمية. وبالتالي، يتم إعادة توجيه أنشطة المدرسة نحو دعم الأفراد الذين يمكن تعليمهم عمليًا والذين يعانون من إعاقات شديدة. وقد أدى هذا في نهاية المطاف إلى إغلاق مدرسة ويتشرن في عام 1985. وعلى النقيض من ذلك، تم توليد العديد من الوظائف المناسبة. افتتح مصنع مطحنة لانجاور، الذي يوفر 180 وظيفة، أبوابه في عام 1982، وتبعه افتتاح ورش العمل المحمية في سينغوفن في عام 1994. تم إنشاء بيت حديقة الورود أيضًا في عام 1995.

### التصالح مع الماضي

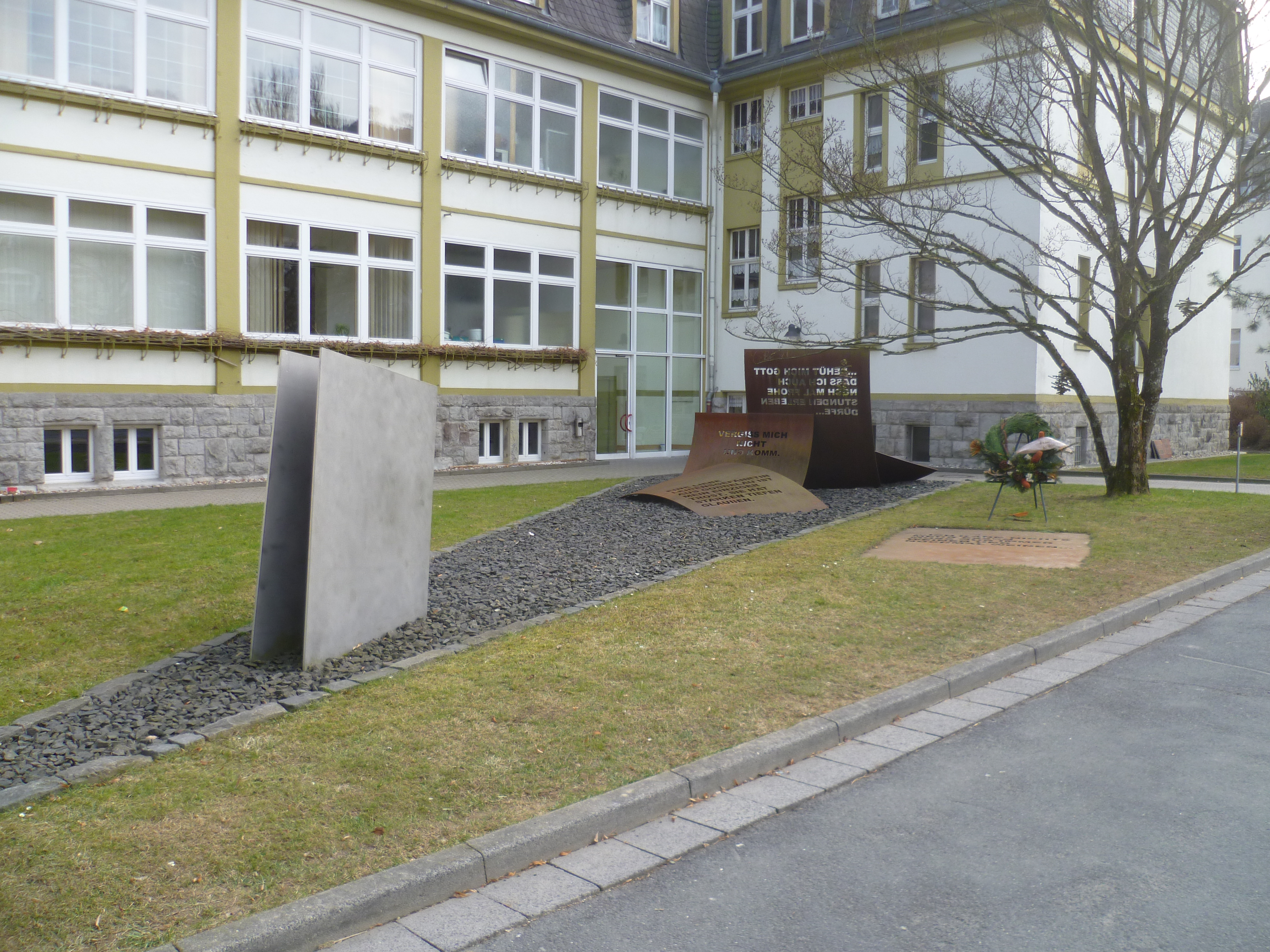
نصب تذكاري لضحايا القتل الرحيم في مؤسسة شويرن

استغرقت منازل شويرن وقتًا أطول من معظم المؤسسات الحكومية أو الشماسية للاعتراف بماضيها الاشتراكي الوطني وتأسيس ممارسات التذكر. حتى أن الباحثين اعتبروهم سريين بشكل خاص فيما يتعلق بتاريخهم، كما أبرزت تصريحات أوتي داوب وإرنست كلي خلال ندوة عقدت في برلمان ولاية هيسن في 25 أكتوبر 1995.
ولم يتم إنكار الماضي الاشتراكي الوطني بشكل صريح. تناول فيلم وثائقي صدر عام 1952/1953 دور منازل شويرن. في ستينيات القرن العشرين، أقيمت في المقبرة صلبان خشبية لضحايا بلغ عددهم 130 شخصًا لقوا حتفهم أثناء إقامتهم في الدور ودُفنوا هناك. ومع ذلك، مع مرور الوقت، تدهورت هذه الصلبان، وتم إزالتها، ولم يتم استبدالها.

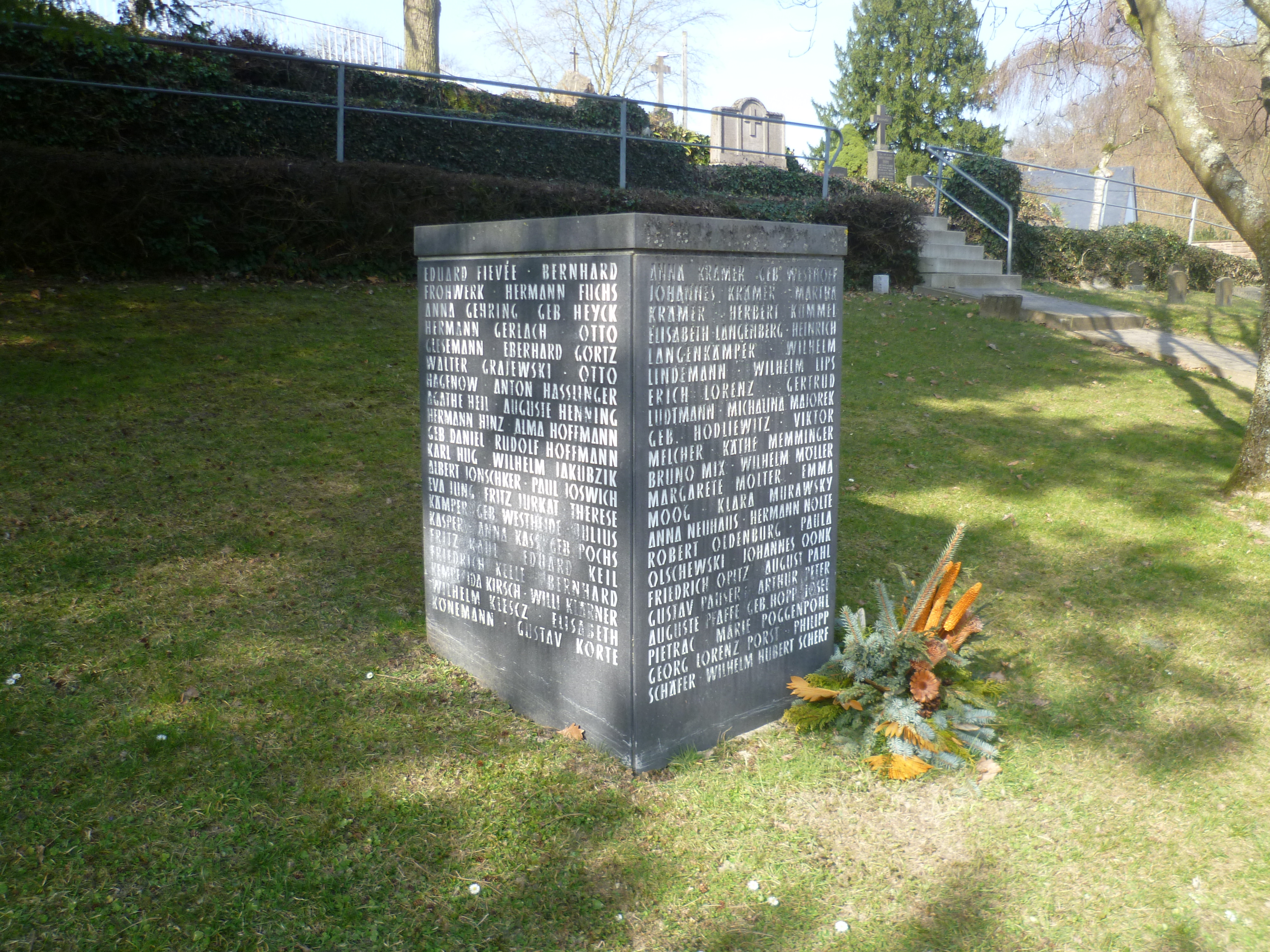
نصب تذكاري لـ 129 ضحية لقوا حتفهم في منازل شويرن ودُفنوا في المقبرة المحلية

ومنذ منتصف ثمانينيات القرن العشرين، ازدادت الاستفسارات من جانب الباحثين حول مصير المرضى الذين تم نقلهم بعد إقامتهم المؤقتة. إذا ثبت وجود اهتمام علمي، تم منح المنازل حق الوصول إلى سجلاتها الأساسية. ومع ذلك، ذكر المدير فيشر في عام 1983 أن المؤسسة لم تكن معرضة بشكل خاص لوصول الدولة، حتى مع أن المنازل كانت آخر مكان للإقامة في عدة مناسبات بسبب قربها من مركز القتل هادامار.
ومع التغيير الذي حدث في الإدارة عام 1987، تحت قيادة هيرمان أوتو فوكس، كان هناك تحول في التعامل مع الماضي. تم تجميع الوثائق وتمت الموافقة على التصوير لبرنامج كل ما هو مريض هو عبء. تمت مناقشة جرائم القتل الرحيم في معرض حول تاريخ هذه الدور.
أدى اكتشاف ملفات محاكمة كارل تودت في عام 1997 إلى بذل المزيد من الجهود التعليمية، بما في ذلك إجراء مقابلات مع السكان الناجين، وأرشفة الوثائق، وإنشاء معرض، والقرار بإقامة نصب تذكاري لضحايا القتل الرحيم بحلول الذكرى السنوية الـ 150 للمؤسسة في عام 1999.
ابتداءً من عام 1999، أصبحت الزيارات إلى النصب التذكاري في هادامار جزءًا لا يتجزأ من برنامج تدريب الموظفين. في 19 نوفمبر 2000، تم افتتاح النصب التذكاري لضحايا القتل الرحيم، الواقع في الساحة المركزية للمبنى.
في يناير/كانون الثاني 2011، قام الفنان غونتر ديمينغ من مدينة كولونيا بوضع حجر عثرة في الرصيف الواقع على زاوية شارعي بورغبرغ وبروكنشتراسه. يحمل النقش "تم نقل أكثر من 1000 شخص من قبل الاشتراكيين الوطنيين بين عامي 1941 و1945 من مؤسسة شويرن الحكومية، التي تم تحويلها إلى منشأة رعاية متوسطة، إلى "مصحات" أخرى وقتلوا هناك. معظمهم في هادامار".
في ضوء الدور المثير للجدل الذي لعبه كارل تودت خلال الحقبة النازية، وتورطه في الأحداث في شويرن، ودعمه للتعقيم القسري، اتخذ مجلس إدارة المؤسسة قرارًا بإعادة منزل كارل تودت إلى اسمه الأصلي، هاوس لاهنبيرج، في 27 يناير 2012 - يوم ذكرى ضحايا الاشتراكية الوطنية.

### التغيير وإعادة التوجيه للمستقبل
عالجت دار شيورن قضية اعتداء جنسي تورط فيها قس في عام 2002، مما أدى إلى سجنه بعد اعترافه الكامل وإجراءات تأديبية كنسية لاحقة.
وقد تم توسيع أشكال الإسكان البديلة بشكل مستمر منذ عام 1997. تحتفظ مؤسسة شويرن حاليًا بمنزلين سكنيين لامركزيين في باد إيمز، أحدهما مصمم للأشخاص ذوي الإعاقات العقلية والآخر مصمم خصيصًا للأشخاص الذين يعانون من تلف دماغي مكتسب. هناك أيضًا منزلين سكنيين في ناستاتن واثنين في ناساو. ومن المخطط بناء المزيد من المنازل، على سبيل المثال في بلدة مونتابور في منطقة ويستروالد. وتكمن خلفية هذه اللامركزية في النموذج الاجتماعي للإدماج.
وكجزء من هذا التوجه الجديد، قرر مجلس الإدارة تعديل النظام الأساسي في بداية عام 2011، مما أدى إلى إعادة تسمية المؤسسة إلى مؤسسة شويرن. وفي بداية عام 2015، تم إجراء تعديل آخر على النظام الأساسي: حيث تم استبدال المدير السابق بمجلس الإدارة، الذي يدير أعمال مؤسسة شويرن وهو المسؤول عن إدارة المؤسسة بأكملها. تم استبدال مجلس الإدارة السابق بمجلس تأسيسي يتكون من سبعة إلى تسعة أعضاء. وهذه هي أعلى هيئة مؤسسية تراقب وتقدم المشورة والدعم للمجلس التنفيذي في عمله.
في أغسطس 2012، أنشأت شركة شركة إنكلوسا المحدودة، وهي شركة تابعة لمؤسسة شويرن، سوبر ماركت CAP في هيلشآيد، مما يوفر فرص عمل تخضع لمساهمات الضمان الاجتماعي لستة أفراد من ذوي الإعاقات المختلفة.

## روابط خارجية
- العموم: منازل شيورن - مجموعة من الصور ومقاطع الفيديو وملفات الصوت
- الموقع الإلكتروني لمؤسسة شويرن